# 뮌헨 림 공항

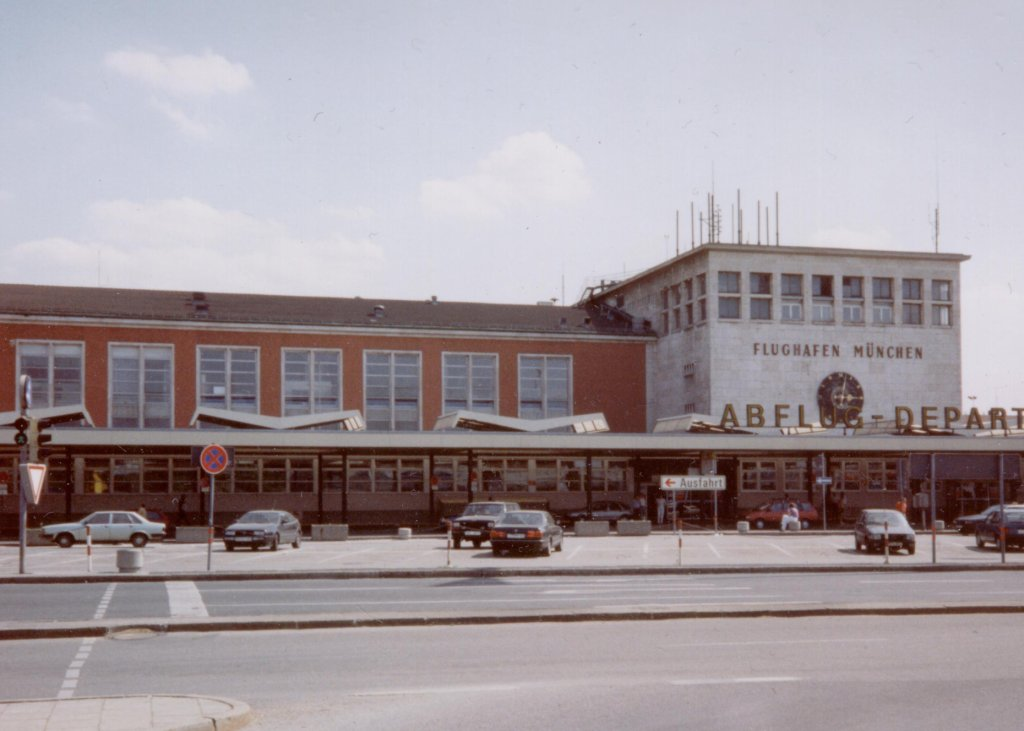

뮌헨 라임 공항(독일어: Flughafen München-Riem)은 뮌헨에 있었던 독일에서 3번째로 큰 국제 공항이었다. 이 공항은 뮌헨 국제공항이 새롭게 개항하면서 1992년 5월 16일에 문을 닫았다.